# Епархия Виня
Епархия Виня (лат. Dioecesis Vinhensis) — епархия Римско-Католической Церкви с центром в городе Винь, Вьетнам. Епархия Виня входит в митрополию Ханоя. Кафедральным собором епархии Виня является церковь Успения Пресвятой Девы Марии.

## История
27 марта 1846 года Римский папа Григорий XVI издал бреве Ex debito, которым учредил апостольский викариат Южного Тонкина, выделив его из апостольского викариата Западного Тонкина (сегодня — Архиепархия Ханоя).
3 ноября 1924 года апостольский викариат Южного Тонкина был переименован в апостольский викариат Виня.
24 ноября 1960 года Римский папа Иоанн XXIII издал буллу Venerabilium Nostrorum, которой преобразовал апостольский викариат Виня в епархию.
В 2018 году 96 из 189 приходов были выделены в отдельную епархию Хатиня.

## Ординарии епархии
- епископ Иоанн Дионисий Готье M.E.P.[2] (27.03.1846 — 8.12.1877)
- епископ Ив Мария Крок M.E.P. (8.12.1877 — 11.10.1885)
- епископ Людовик Мария Пино M.E.P. (21.05.1886 — 2.06.1910)
- епископ Франциск Бельвиль M.E.P. (9.02.1911 — 7.07.1912)
- епископ Андрей Леонтий Иосиф Eloy M.E.P. (11.12.1912 — 30.07.1947)
- епископ Иоанн Баптист Чан Хыу Дык (14.06.1951 — 5.01.1971)
- епископ Пётр Мария Нгуен Ван Нанг (5.01.1971 — 6.07.1978)
- епископ Пётр Иоанн Чан Суан Хап (10.01.1979 — 11.12.2000)
- епископ Павел Мария Као Динь Тхюе (11.12.2000 — 13.05.2010)
- епископ Павел Нгуен Тхай Хоп O.P. (13.05.2010 — по настоящее время)